# أرسطرخس الساموسي
أرسطرخس الساموسي (باليونانية: Ἀρίσταρχος)‏ عاش ما بين 310 ق م – 230 ق م عالم فلك ورياضيات يوناني كبير، من مدرسة الإسكندرية القديمة، ولد في ساموس باليونان يتميز أرسطرخس بفكره الفلكي الجريء، فدرس الفلك وقدم فيه إنجازات عديدة ومهمة، ومن أهمها: فكرته حول مركزية الشمس داخل النظام الشمسي جاعلا الشمس هي مركز الكون بدلا من الأرض، وسبق بها نظرية كوبرنيكس بنحو 18 قرنا. وقد كان متأثرا بفكر الفيلسوف فيلولاوس أحد أتباع فيثاغورس، وإن كان فيلولاوس قد وضع ناراً مركزية تدور حولها الأرض والشمس والقمر والكواكب الخمسة وقبة النجوم،
تدور نظرية أرسطرخس تلك على أن الشمس تقع في مركز الكون والأرض تدور حولها سنويا، وفي ذات الوقت تدور حول محورها يوميا، وكل الكواكب السيارة الخمس (آنذاك) تدور حول الشمس، ما عدا القمر فهو يدور حول الأرض. أما النجوم فهي ثابتة وحركتها اليومية ما هي إلا خدعة سببها دوران الأرض حول محورها في الاتجاه المضاد، واستنتج ذلك بناء على تأكده من كون الشمس أكبر من القمر والأرض، فليس من المعقول أن تتحكم الأرض ذات الحجم الصغير بكوكب كبير كالشمس.
ومن إنجازاته الأخرى، قياسه بعد الشمس والقمر عن الأرض، وحجم كل واحد منهما إلى الآخر، وهذه القياسات وردت في كتابه الوحيد (في حجم الشمس والقمر وأبعادهما) ولكن لم ترد نظريته عن مركزية الشمس في هذا الكتاب. ومن إنجازاته أيضا ابتكاره نوعا من المزاول الشمسية.
الجدير بالذكر أن أفكار أرسطرخس الجريئة ضاعت في ظل الفلكيين الكبار أمثال أرسطو وهيبارخوس وبطليموس وغيرهم ممن آمن بمركزية الأرض.
توجد فوهة بالقمر سميت باسمه (فوهة أرسطرخس) تكريما له.

## مركزية الشمس
العمل الوحيد الذي ينسب لأرسطرخس والذي بقي إلى يومنا هذا، هو (حجم ومسافة الشمس والقمر) معتمدة على رؤية كونية لمركزية الأرض. وهو شيء غريب، وربما بالمعلومات التي تعتبر أن قطر الشمس هو درجتان بدلا من القطر الصحيح وهو 1/2 درجة. والأخير مأخوذ من أرخميدس وهو القيمة الفعلية.
وبما أن المرجع الأصل مفقود وما هو موجود بيننا منقول من كتاب لأرخميدس عن بديل مستحدث للفرضية عن مركزية الشمس.
كما يؤمن أرسطرخس بأن النجوم بعيدة جدا عنا، وهو السبب الذي يجعلها تنزاح بشكل غير مرئي، لاحظ وجود حركة للنجوم بالنسبة لبعضها البعض كما هو حركة الأرض حول الشمس. ولكن النجوم بالواقع أبعد عن الأرض عما توقعه الأقدمون. لذا فاختلاف حركة النجوم يمكن معرفتها عن طريق مقراب فقط. وفرضية مركزية الأرض تحتوي على إزاحات كوكبية متعددة (planetary parallax) وكان من المفترض أن يكون تفسيرا للظاهرة الموازية الخفية وهي الإزاحة النجمية. فالرفض لنظرية مركزية الشمس كان عاما، وقد ذكر ذلك بلوتارخ في إحدى كتاباته.

## وصلات خارجية
- أرسطرخس الساموسي على موقع الموسوعة البريطانية (الإنجليزية)
- أرسطرخس الساموسي على موقع إن إن دي بي (الإنجليزية)